# Our Boys (série télévisée)
Ne doit pas être confondu avec Our Boys.
Our Boys (en hébreu : הנערים et en arabe : فتیان) est une minisérie télévisée américano-israélienne créée par Hagai Levi, Joseph Cedar et Tawfik Abu-Wael, diffusée simultanément sur Canal+ et Canal+ Séries depuis le mercredi 30 janvier 2019.  
Fondée sur des faits réels, le meurtre de Mohammad Abou Khdeir, la série suit un agent du Shabak, Simon Cohen, qui enquête sur le meurtre de Mohammad Abou Khdeir dans un climat de haine anti-arabe causé par l'enlèvement suivi de  l'assassinat de trois adolescents israéliens par des terroristes palestiniens durant l'été 2014.

## Synopsis
Durant l’été 2014, des militants du Hamas kidnappent et tuent trois adolescents juifs. Deux jours après, un adolescent palestinien de Jérusalem-Est est retrouvé calciné. Un agent du Shin Bet, Simon, de la Division Terroriste Interne, commence à enquêter sur ce meurtre...

## Distribution
- Shlomi Elkabetz  : Simon Cohen
- Johnny Arbid  : Hussein Abou Khdeir
- Adam Gabay (he)  : Avishay Elbaz
- Or Ben-Melech (he)  : Yosef Haim Ben-David
- Ruba Blal Asfour  : Suha Abou Khdeir
- Eyal Shikartzi (he)  : Yinon Edri
- Lior Ashkenazi  : Uri Korb
- Yaacov Cohen (he)  : Shalom Ben-David
- Ram Masarweh (VFB : Esteban Oertli) : Mohammed Abou Khdeir
- Shadi Mar'i  : Eyad Abou Khdeir
- Tzhi  Grad (צחי גראד)
- Yoram Toledano (יורם טולדנו)
- Michael Aloni : Itzik
- Evelin Hagoel
- Moris Cohen (מוריס כהן)
- Noa Kooler : Dr Deborah Segal, psychiatre (Devora)
- Yoav Hayt (יואב הייט)
- Menashe Noy
- Shmil Ben Ari
- Nadav Halperin (נדב הלפרין)